# Al-Batin Football Club
Maillots
Le Al Batin Football Club (en arabe : نادي الباطن لكرة القدم), plus couramment abrégé en Al Batin, est un club saoudien de football professionnel fondé en 1979 et basé dans la ville de Hafar Al-Batin.

## Personnalités du club

### Anciens joueurs
- Alaa Ali Mhawi
- Khaled Al-Zylaeei
- Lassana Fané
- Ahmed Hamoudi
- Mansoor Al-Najai

### Entraîneurs célèbres
- Quim Machado